# ナウハイマ (小惑星)
ナウハイマ (811 Nauheima) は小惑星帯の小惑星である。ドイツの天文学者マックス・ヴォルフがハイデルベルクのケーニッヒシュトゥール天文台で発見した。
ドイツ西部の温泉地バード・ナーハイムにちなんで命名された。